# Henry Vassall-Fox (3e baron Holland)
Pour les articles homonymes, voir Henry Fox et Fox.
Henry Vassall-Fox, 3e baron Holland, est un homme d’État anglais, fils de Stephen Fox petit-fils de Henry Fox, premier baron Holland.

## Biographie
Il est l'un des plus importants leaders du parti whig en Angleterre, né à Winterslow-House le 21 novembre 1773, mort le 22 octobre 1840. Il est le neveu de Charles James Fox, dont il suit les traces, dès son entrée au Parlement, en 1798. Il fait partie du dernier ministère de son oncle, Charles James Fox, comme lord du sceau privé (1806-1807), et, en 1815, proteste seul contre l'exil de Napoléon, dont il adoucit, autant qu'il est en son pouvoir, la captivité. Il est Lord du sceau privé de 1806 à 1807. Rentré dans le cabinet en novembre 1830, comme chancelier du duché de Lancastre, lord Holland prend une part active aux mesures whig qui suivent, surtout à la réforme parlementaire. 
Orateur brillant et spirituel, propagateur de toutes les idées progressives, il est aussi un bon écrivain. On a de lui une Vie de Lope de Vega et de Guillen de Castro (1806, 2 vol. in-8°); des Discours prononcés à la Chambre des lords (1841, in-8°); Mémoires du parti whig à mon époque (1852-1854, 2 vol. in-8°). 

## Source
- Grand dictionnaire universel du XIXe siècle